# José Fernando Ramírez

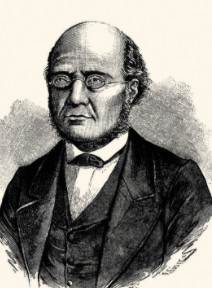
José Fernando Ramírez

José Fernando Ramírez (geb. 5. Mai 1804 in Parral, Chihuahua; gest. 4. März 1871 in Bonn) war ein mexikanischer Historiker, Politiker und Denker, der zur Gruppe der gemäßigten Liberalen gehörte.

## Biografie
José Fernando Ramírez wurde 1804 in Parral im mexikanischen Bundesstaat Chihuahua geboren. In Durango, wo er schon als Kind lebte, studierte er bis zu seinem Abschluss als Rechtsanwalt. Er war 1846 Außenminister und während des Zweiten Mexikanischen Kaiserreichs unter Maximilian I. Staatssekretär. Er war ein Freund von Johannes Rauss.
Ramírez war ein Mentor von Alfredo Chavero (1841–1906), der ihn als „den besten unserer Historiker“ bezeichnete.
Ramírez spezialisierte sich auf die vorspanische und die mexikanische Geschichte des 16. Jahrhunderts und zeichnete sich als Biograph aus. Während des Zweiten Mexikanischen Kaiserreichs leitete er die Kaiserliche Akademie der Wissenschaften und der Literatur, war Direktor des Nationalmuseums (1852) und legte eine beeindruckende Sammlung historischer Dokumente an. Der Codex Ramírez wurde 1856 in der Bibliothek des Convento Grande de San Francisco von ihm entdeckt.
Zu seinen Werken zählen ein Werk über Toribio de Benavente Motolinia und mehrere Übersetzungen aztekischer Codices wie des Mapa Quinatzin und des Codex Aubin. Im Jahr 1862 wurde er zum Mitglied der American Antiquarian Society gewählt.
Nach dem Zusammenbruch des Kaiserreichs ging er nach Europa, wo er 1871 in Bonn starb.
Nach seinem Tod wurde seine magnífica biblioteca in London versteigert und ging in den Besitz von Bancroft, den Buchhändlern Quaritch und Trübner und in den des Marquis von Heredia über.
Eine mehrbändige Ausgabe seiner Werke (Obras) erschien ab 1898 in der Reihe Biblioteca de autores mexicanos, Historiadores (México: V. Agüeros).

## Publikationen
Eine Bibliographie seiner Schriften zur mesoamerikanischen Ethnogeschichte ist im Handbook of Middle American Indians enthalten.
Auswahl:
- Anales antiguos de México y sus contornos. Compilados por J. Fernando Ramírez. Editor Vargas Rea, 1948
- Las partículas nahuas. Estudio basado en la gramática de Horacio Carochi, Arte de la lengua mexicana. Editorial Cosmos, México, 1980
- Vida de fray Toribio de Motolinía. Editorial Porrua, Mexico, 1944
- (Hrsg.) Diego Durán: Historia de las Indias de Nueva España y islas de Tierra Firme. 2 Bde. México, Ignacio Escalante, 1880 Online, in: Biblioteca Virtual Miguel de Cervantes.